# Hoekvliet
Hoekvliet is een voormalige buitenplaats in de Nederlandse plaats Voorburg, provincie Zuid-Holland. Van 1843 tot 1902 was er een parfumfabriek op de buitenplaats gevestigd. Het herenhuis is begin 20e eeuw afgebroken, maar het fabrieksgebouw is bewaard gebleven.

## Geschiedenis
In 1654 stichtte Everhard van Barlehar de toen nog naamloze buitenplaats. In 1721 kwam de buitenplaats in bezit van Jacob de la Faille, die het de naam Hoeckvliet gaf. Hierna werd de buitenplaats bewoond door de familie Van Dijk. Zo overleed Hendrik van Dijk in 1755 op Hoekvliet.
De laatste bewoner was J.H. Polders. Hij verkocht in 1843 Hoekvliet aan Keyzer & Cie, een parfum- en zeepfabrikant. Op de buitenplaats werd nu een parfumeriefabriek gevestigd. Een van de producten die in de fabriek werd gemaakt, was het 'Eau de Voorburg'. Later werd de fabriek overgenomen en hernoemd tot P.J.A. Savalle.
In 1902 kwam Hoekvliet in bezit van de gemeente Voorburg. Het herenhuis was inmiddels vervallen geraakt en werd afgebroken, het terrein zelf kwam in gebruik als gemeentewerf. Het fabrieksgebouw bleef wel behouden.

## Beschrijving
De buitenplaats stond op de hoek van de Kerkstraat en de Vliet. Van de buitenplaats zelf is niets meer over, maar het 19e-eeuwse fabrieksgebouw van Keyzer & Cie is wel behouden gebleven. Het witgepleisterde gebouw is in 1981 verbouwd tot woon- en kantoorruimte. De dubbele deuren en de laadluiken zijn nog aanwezig. Het gebouw is een gemeentelijk monument.

## Afbeeldingen

Buitenplaats Hoekvliet, links op de tekening, in 1756
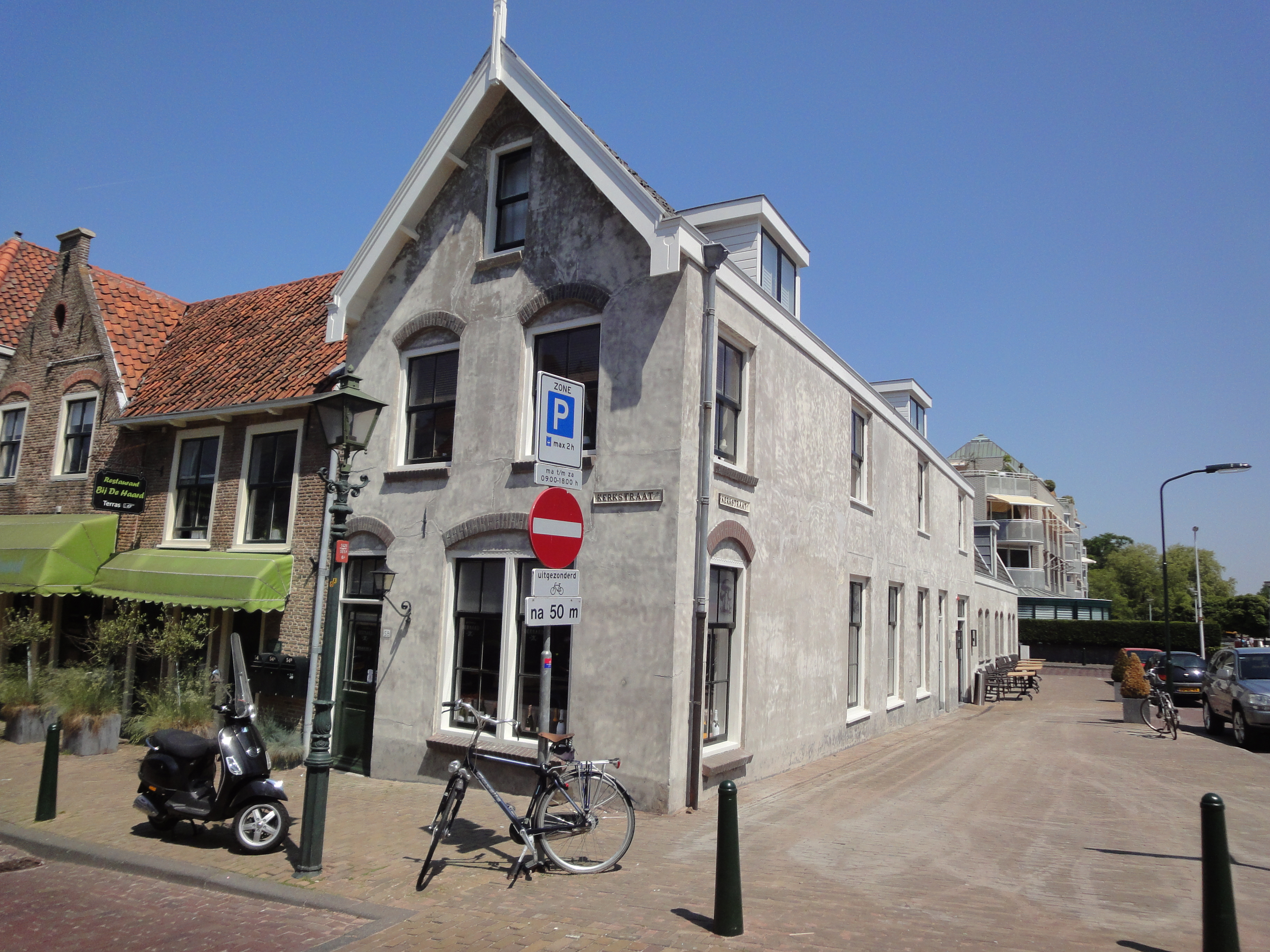
Voorzijde van de parfumeriefabriek
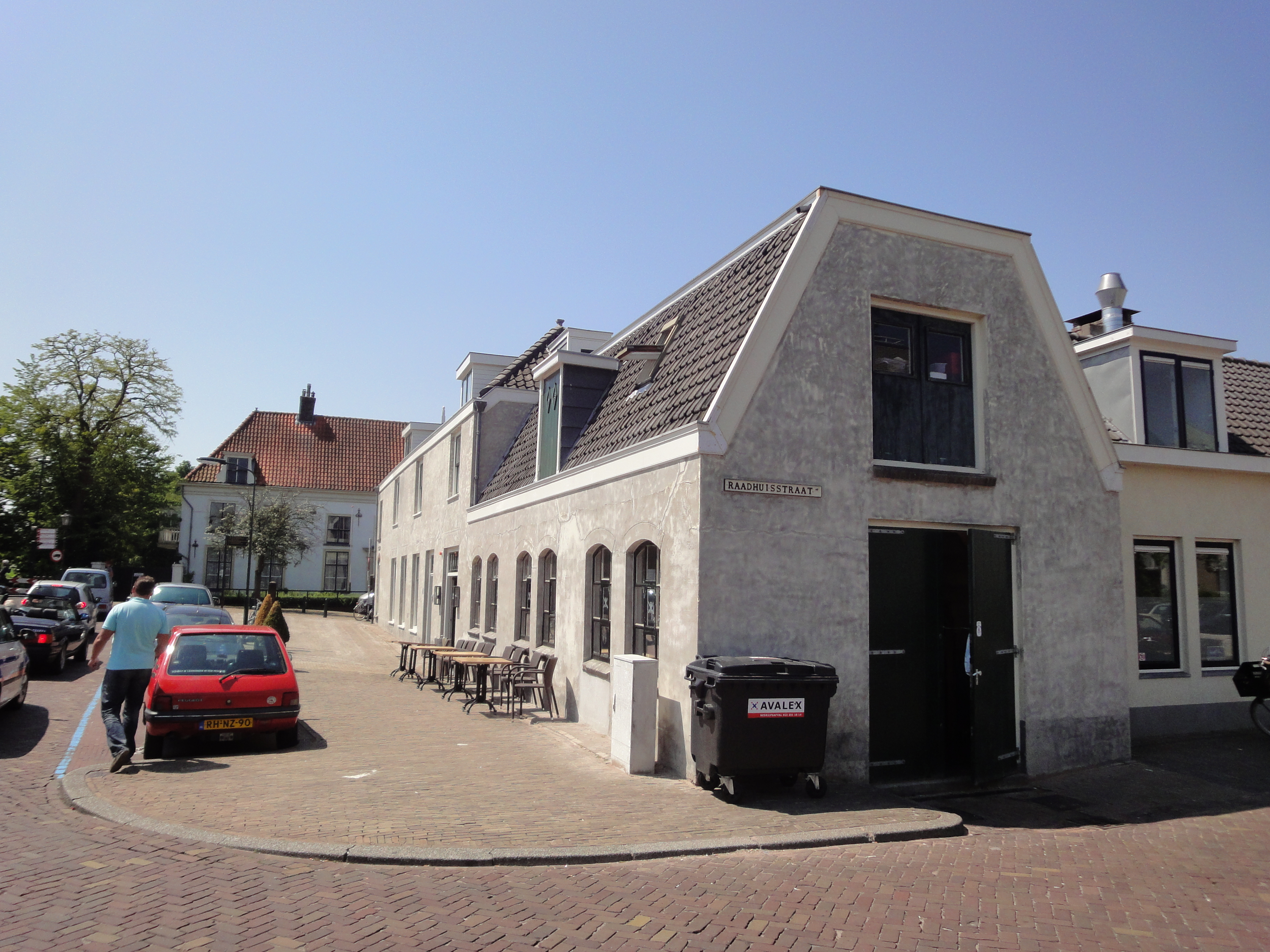
Achterzijde van de oude parfumfabriek
Reclametekening voor de Eau de Voorburg, circa 1849

Arentsburgh · Damsigt · Duivenstein · Eemwijk · Heeswijk · Hoekenburg · Hoekvliet · Hofwijck · In de Wereldt is veel Gevaer · Leeuwensteijn · De Loo · Middenburg · Middendorp · Noordervliet · Rusthof · Schoonoord · Sionslust · Vliet en Burgh · Vreugd en Rust · Vrijburg · De Werve